# Gebr. Cruse & Co KG
Die Gebr. Cruse & Co KG ist ein ehemaliges Unternehmen in Dresden, dessen Nachfolgebetrieb, der „VEB Elektroschaltgeräte Dresden“ 1990 durch die Treuhandanstalt liquidiert wurde.

## Geschichte bis 1945

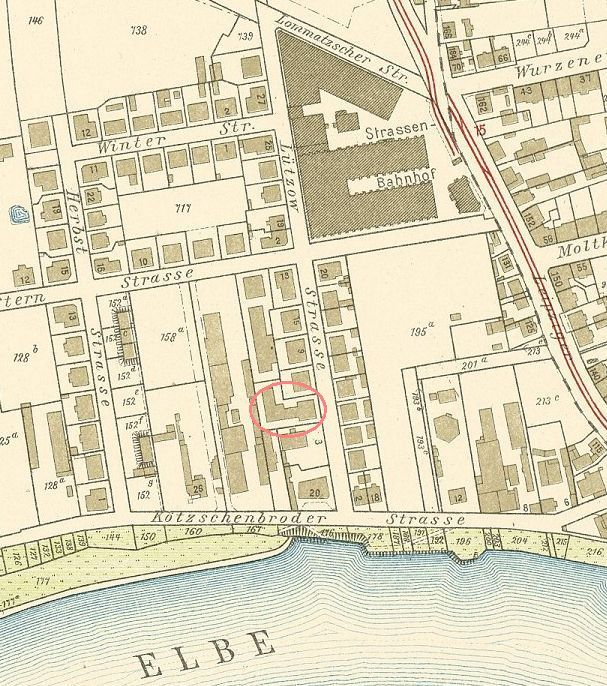
Lage der Firmengebäude von „Cruse & Co“ (Basis: Stadtplan von Dresden 1911)

Im August 1911 gründeten der 1866 in der Nähe von Pilsen geborene Fabrikdirektor a. D. Edmund Kussi und die in Dresden wohnhaften Brüder Johann und Friedrich Cruse die Firma „RHEOSTAT – Spezialfabrik elektrischer Apparate Edmund Kussi“. Der Firmensitz befand sich im Hause Freiberger Straße Nr. 75. Edmund Kussi war gleichzeitig auch Inhaber einer Entstaubungsmaschinenhandlung auf der Waisenhausstraße Nr. 24. Im September 1913 bezog die Firma eine weitere Fertigungsstätte auf der Leipziger Straße Nr. 31.
Im Jahre 1914 trennten sich die Wege der Firmengründer. Edmund Kussi führte die Firma als „RHEOSTAT – Specialbetrieb elektrischer Apparate Edmund Kussi“ weiter. Nach dem Ende des Ersten Weltkrieges erwarb er 1919/20 vom Blattgoldfabrikanten Moritz Paul Müller das Doppelhaus Großenhainer Straße Nr. 130/132 in Dresden-Pieschen und verlegte seinen Firmensitz dorthin. Im Vorderhaus befand sich das Büro des Unternehmens, die Fabrikationsräume waren im Hintergebäude untergebracht. Nach dem Tod des Firmengründers Edmund Kussi im Jahre 1935 übernahm dessen Sohn Dr. Victor Kussi die Firma. Dieser wurde als jüdischer Staatsbürger 1938 vom NS-Staat zwangsenteignet. Nach dem Zweiten Weltkrieg erhielt der tschechische Staatsbürger Werner Kussi (1910–2010), ebenfalls ein Sohn von Edmund Kussi, die Firma zurück. Victor Kussi (1897–1944) und seine Mutter Olga Kussi (1874–1945) kamen im KZ Auschwitz ums Leben.
Die Brüder Johannes und Friedrich Cruse gründeten 1914 die „Spezialfabrik elektrischer Steuerapparate Gebr. Cruse & Co.“ und erhielten mit dem Gewerbeschein Nr. 1551 vom 15. November 1914 die entsprechende Konzession. Seit 1916 befand sich ihr Firmensitz im Grundstück Wachsbleichstraße Nr. 26/28 in Dresden-Friedrichstadt, welches sie und die 80 Mitarbeiter zunächst mit „Arnhold und Petzoldt“ (Geldschrankfabrikation), wenig später noch mit der „Maschinenfabrik Kreiselrad“ und der Blumenfabrik „Oscar Alexander & Co.“ teilen mussten.
„Nach dem Tod von Friedrich Cruse (1920) stellte dessen Bruder den bisherigen AEG-Chefkonstrukteur Herman Wencken ein und erteilte ihm Einzelprokura. Das Fertigungsprogramm umfasste Mitte der 1920er Jahre u. a. Sterndreieckschalter, Flachbahnanlasser, Schaltwalzensteuerschalter, Regler und Schiffsschaltgeräte.“ Auf der Suche nach neuen Fabrikationsgrundstücken wurden „Cruse & Co.“ auf der Lützowstraße 5 in Dresden-Mickten, welche seit 1946 den Namen des Antifaschisten Franz Lehmann trägt, „fündig“. Hier befand sich bisher die Dresdner Zigarettenfabrik „Kulenkampff & Co. GmbH“. Der Umzug wurde 1928 abgeschlossen, die neue Firmenanschrift lautete nunmehr: „Spezialfabrik elektrischer Steuerapparate Gebr. Cruse & Co.“, Dresden-N 30, Lützowstraße Nr. 5. Als Johannes Cruse im Jahre 1931 verstarb, trat seine Witwe als Kommanditistin in das Unternehmen ein.
„Infolge der politischen Ereignisse, u. a. der Machtübernahme durch die Nationalsozialisten und der damit verbundenen ökonomischen Entwicklung stieg der Bedarf an elektrischen Schaltgeräten. Der Absatz erreichte in der Zeit von 1928 bis 1936 eine Steigerung auf 290 %. Nach Ausbruch des Zweiten Weltkrieges vergrößerte er sich ständig. Der damit verbundene Bedarf an Arbeitskräften wurde durch Fremdarbeiter ausgeglichen. Die Belegschaftsstärke stieg von 160 im Jahre 1930 auf 300 Beschäftigte 1939. Diese Entwicklung erforderte die Einrichtung eines Belegschaftsraumes und einer Kantine.“ Zu diesem Zwecke wurde 1939 die Gaststätte „Zum Elbsalon“ (Kötzschenbroder Straße Nr. 20) erworben. Die Mitarbeiterzahl der von den anglo-amerikanischen Luftangriffen 1944/45 auf Dresden weitestgehend verschont gebliebenen Firma „Cruse & Co.“ betrug 1944 insgesamt 300 Beschäftigte und 60 Fremdarbeiter.

## Geschichte nach 1945
„Da es nach dem Ende des Krieges im Mai 1945 keinen Bedarf an elektrischen Schaltgeräten und Steuerapparaten gab, wurde die zum Stillstand gekommene Produktion erst Juni 1945 aufgenommen. Produziert wurden neben einer geringen Anzahl von Schaltgeräten, elektrische Bügeleisen, Elektrokocher und -platten u.v.a. […] Obwohl die Firma in erheblichem Umfang mit Rüstungsaufträgen beschäftigt war, beschränkte sich die Demontage von Produktionsausrüstungen an die Sowjetische Militäradministration in Deutschland (SMAD) auf ein Mindestmaß. Die Umstellung der Produktion auf den zivilen Bedarf war also sofort möglich.“
Nach einer kurzzeitigen treuhänderischen Verwaltung erfolgte auf Grund des Volksentscheids in Sachsen (1946) schließlich die Enteignung und Verstaatlichung der Firma. Das Unternehmen wird der Industrieverwaltung 4 angegliedert, Betriebsdirektor bis 1956 wurde der spätere Kunstsammler Friedrich Pappermann (1909–1995). Schon 1954 war „im Zuge der ‚Bereinigung‘ der Produktionsprofile und der rationelleren Gestaltung der Leitungsprozesse in der Volkswirtschaft der Betrieb RHEOSTAT als Werk 6 dem VEB Elektroschaltgeräte Dresden angeschlossen worden“. Der VEB Elektroschaltgeräte Dresden produzierte fortan Elektroschaltgeräte aller Art für die Bauindustrie, den Aufzugsbau, den Schiffbau, den Kranbau und Anlagenbau, für elektromedizinische und elektronische Geräte sowie für Haushaltrührgeräte und andere Konsumgüter.

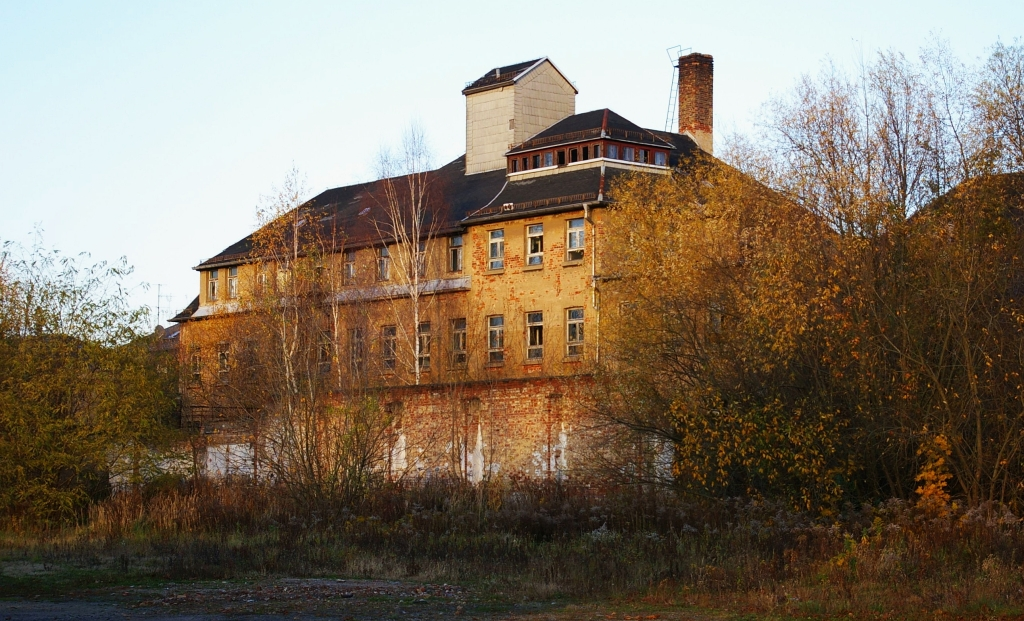
Firmengebäude ehemals „Cruse & Co“, Franz-Lehmann-Straße (Foto 2012)

Nach Bildung der Deutschen Wirtschaftskommission (DWK) und der Gründung der Vereinigung Volkseigener Betriebe (VVB) zu Beginn des Jahres 1948 wurde die „Gebr. Cruse-Spezialfabrik elektrischer Steuerapparate“ unter dem neuen Firmennamen „VEB Elektroschaltgeräte Dresden“ (VEB ESD) zunächst bis 1959 der VVB Installation-Kabel-Apparate (IKA) in Leipzig, von 1960 bis 1969 dem VVB Elektroapparate (EA)/VVB Automatisierungsgeräte (AG) Berlin, von 1970 bis 1975 dem VEB Kombinat Schaltelektronik-Oppach und von 1975 bis 1990 dem Kombinat VEB Elektro-Apparate-Werke mit dem Stammbetrieb Elektro-Apparate-Werke Berlin-Treptow „Friedrich Ebert“ zugeordnet. „Die Konzentration und Rationalisierung der Volkswirtschaft führte 1985 zu Fusion des VEB ESD mit dem VEB Reglerwerk Dresden auf der Großenhainer Straße Nr. 1–7, der ehemaligen Näh- und Schreibmaschinenfabrik Clemens Müller. Der neue, juristisch selbständige Betrieb wurde als VEB EAW Elektronik Dresden geführt.“
Nach der Vereinigung beider deutscher Staaten im Jahre 1990 wurde neben vielen anderen auch der VEB ESD durch die Treuhand liquidiert. „Verträge und Produktion übernahmen Firmen mit ähnlichem oder gleichem Profil in den westlichen Bundesländern. Anlagen und Gebäude blieben weitestgehend ungenutzt, wurden schrittweise zerstört und schließlich abgerissen.“